# 원주율의 무리성 증명
원주율은 고대로부터 많은 연구가 이루어졌으며, 무리수의 존재 또한 고대로부터 널리 알려져 있었다. 그러나 원주율이 무리수라는 것은 18세기까지 증명이 이루어지지 않았다.
1761년 스위스 수학자 요한 람베르트가 처음으로 원주율이 무리수라는 것을 증명했다. 19세기에는 샤를 에르미트가 기초적인 미적분학 지식만을 필요로 하는 증명을 내놓았다. 메리 카트라이트와 아이반 니븐, 미클로시 러츠코비치는 보다 단순화된 증명을 내놓았다.

## 람베르트의 증명
1761년 요한 람베르트는 탄젠트 함수를 다음과 같은 연분수로 나타낼  수 있음을 증명했다.
{\displaystyle \tan(x)={\cfrac {x}{1-{\cfrac {x^{2}}{3-{\cfrac {x^{2}}{5-{\cfrac {x^{2}}{7-{}\ddots }}}}}}}}.}
또한 {\displaystyle x}가 0이 아닌 유리수일 때, 위 연분수는 무리수가 된다는 것도 증명했다. 그런데 tan(π/4) = 1이므로, π/4는 무리수가 된다. 따라서 π는 무리수라는 것이 증명된다.

## 에르미트의 증명
샤를 에르미트는 귀류법을 통해 원주율이 무리수라는 것을 증명했다.
먼저 실수에 대해 정의된 함수 An(x)와 Un(x)를 다음과 같이 정의한다.
1. {\displaystyle A_{0}(x)=\sin(x);\,}
2. {\displaystyle (\forall n\in \mathbb {Z} _{+}):A_{n+1}(x)=\int _{0}^{x}yA_{n}(y)\,dy;}
3. {\displaystyle U_{0}(x)={\frac {\sin(x)}{x}};}
4. {\displaystyle (\forall n\in \mathbb {Z} _{+}):U_{n+1}(x)=-{\frac {U_{n}'(x)}{x}}.}

sin(x)의 테일러 전개와 수학적 귀납법을 통해 An(x)와 Un(x)를 다음과 같이 유도할 수 있다.
{\displaystyle (\forall n\in \mathbb {Z} _{+}):A_{n}(x)={\frac {x^{2n+1}}{(2n+1)!!}}-{\frac {x^{2n+3}}{2\times (2n+3)!!}}+{\frac {x^{2n+5}}{2\times 4\times (2n+5)!!}}\mp \cdots }
{\displaystyle (\forall n\in \mathbb {Z} _{+}):U_{n}(x)={\frac {1}{(2n+1)!!}}-{\frac {x^{2}}{2\times (2n+3)!!}}+{\frac {x^{4}}{2\times 4\times (2n+5)!!}}\mp \cdots }
위의 두 식에 의해 다음 등식이 성립한다.
{\displaystyle U_{n}(x)={\frac {A_{n}(x)}{x^{2n+1}}}.}
따라서 처음의 정의 4에 의해 다음과 같은 미분 방정식이 성립한다.
{\displaystyle {\frac {A_{n+1}(x)}{x^{2n+3}}}=U_{n+1}(x)=-{\frac {U_{n}'(x)}{x}}=-{\frac {1}{x}}{\frac {d}{dx}}\left({\frac {A_{n}(x)}{x^{2n+1}}}\right)}
위 식은 다시 다음과 같이 정리할 수 있다.
{\displaystyle A_{n+1}(x)=(2n+1)A_{n}(x)-xA_{n}'(x)=(2n+1)A_{n}(x)-x^{2}A_{n-1}(x)}
위 점화식과, A0(x) = sin(x)이고 A1(x) = −x cos(x) + sin(x)인 점을 이용하면, 수학적 귀납법을 통해 An(x)를 다음과 같이 유도할 수 있다.
{\displaystyle A_{n}(x)=P_{n}(x^{2})\sin(x)+xQ_{n}(x^{2})\cos(x)}
이때 Pn(x) 와 Qn(x)는 모두 정수를 인수로 갖는 다항식이며, Pn(x)의 차수는 {\displaystyle \left\lfloor {\frac {n}{2}}\right\rfloor } 이하라는 것을 증명할 수 있다. 또한 {\displaystyle A_{n}\left({\frac {\pi }{2}}\right)=P_{n}\left({\frac {\pi ^{2}}{4}}\right)}가 성립한다.
또한 에르미트는 다음 등식을 제시했다.
{\displaystyle {\frac {1}{2^{n}n!}}\int _{0}^{1}(1-z^{2})^{n}\cos(xz)\,dz={\frac {A_{n}(x)}{x^{2n+1}}}=U_{n}(x)}
에르미트는 위 등식의 증명을 제시하지는 않았으나, 다음과 같이 증명할 수 있다.
n = 0일 때 위 등식은 참이 된다.
{\displaystyle \int _{0}^{1}\cos(xz)\,dz={\frac {\sin(x)}{x}}=U_{0}(x)}
또한 임의의 양의 정수 n에 대해 다음이 성립한다고 가정하면
{\displaystyle {\frac {1}{2^{n}n!}}\int _{0}^{1}(1-z^{2})^{n}\cos(xz)\,dz=U_{n}(x)}
부분적분과 라이프니츠 적분 법칙에 의해 다음과 같이 수학적 귀납법을 증명할 수 있다.
{\displaystyle {\begin{aligned}&{}\quad {\frac {1}{2^{n+1}(n+1)!}}\int _{0}^{1}(1-z^{2})^{n+1}\cos(xz)\,dz\\&={\frac {1}{2^{n+1}(n+1)!}}{\Biggl (}\overbrace {\left.\int _{0}^{1}(1-z^{2})^{n+1}{\frac {\sin(xz)}{x}}\right|_{z=0}^{z=1}} ^{=\,0}+\int _{0}^{1}2(n+1)(1-z^{2})^{n}z{\frac {\sin(xz)}{x}}\,dz{\Biggr )}\\[8pt]&={\frac {1}{x}}\cdot {\frac {1}{2^{n}n!}}\int _{0}^{1}(1-z^{2})^{n}z\sin(xz)\,dz\\[8pt]&=-{\frac {1}{x}}\cdot {\frac {d}{dx}}\left({\frac {1}{2^{n}n!}}\int _{0}^{1}(1-z^{2})^{n}\cos(xz)\,dz\right)\\[8pt]&=-{\frac {U_{n}'(x)}{x}}=U_{n+1}(x)\end{aligned}}}
이제 {\displaystyle \pi }가 유리수라고 가정하자. 이때 {\displaystyle {\frac {\pi ^{2}}{4}}={\frac {p}{q}}}이고, p와 q가 자연수라고 가정할 수 있다. 위에서 Pn(x)가 정수 계수를 갖는 다항식이고, 차수가 {\displaystyle \left\lfloor {\frac {n}{2}}\right\rfloor } 이하라는 것을 증명했으므로, {\displaystyle q^{\left\lfloor {\frac {n}{2}}\right\rfloor }P_{n}(\pi ^{2}/4)}는 정수이다. 즉 다음과 같은 정수 N이 존재해야 한다.
{\displaystyle {\begin{aligned}N&=q^{\left\lfloor {\frac {n}{2}}\right\rfloor }A_{n}\left({\frac {\pi }{2}}\right)\\&=q^{\left\lfloor {\frac {n}{2}}\right\rfloor }{\frac {\left({\frac {p}{q}}\right)^{n+{\frac {1}{2}}}}{2^{n}n!}}\int _{0}^{1}(1-z^{2})\cos \left({\frac {\pi }{2}}z\right)\,dz.\end{aligned}}}
위 식에서 적분 부분은 0보다 크고 1보다 작다는 것을 쉽게 알 수 있다. 또한
{\displaystyle \lim _{n\in \mathbb {N} }q^{\left\lfloor {\frac {n}{2}}\right\rfloor }{\frac {\left({\frac {p}{q}}\right)^{n+{\frac {1}{2}}}}{2^{n}n!}}=0}
이므로 n이 충분히 클 때 계수 부분은 1보다 작다는 것을 알 수 있다. 따라서 충분히 큰 n에 대해 N은 0보다 크고 1보다 작다. 이것은 위에서 추론한 N이 정수라는 명제와 모순이므로, π가 유리수라는 가정은 거짓임을 증명할 수 있다.
에르미트의 위 증명은 람베르트의 증명과 거의 유사하다. An(x)가 람베르트가 사용한 tan(x)의 연분수 전개의 나머지 부분에 해당하기 때문이다.

## 니븐의 증명
아이반 니븐은 아래와 같은 단순화된 증명을 내놓았다.

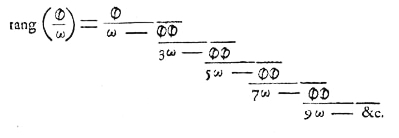

가정: π가 유리수라고 가정하자. 그러면 π는 양수이므로 π = a/b인 양의 정수 a와 b가 존재한다.
위에서 정의한 a와 b, 그리고 임의의 양의 정수 n에 대해 다항식 fn(x)을 다음과 같이 정의한다.
{\displaystyle f_{n}(x)={\frac {x^{n}(a-bx)^{n}}{n!}},\quad x\in \mathbb {R} }
또 Fn(x)을 fn의 짝수차 도함수의 교대합으로 정의한다.
{\displaystyle F_{n}(x)=f_{n}(x)+\cdots +(-1)^{j}f_{n}^{(2j)}(x)+\cdots +(-1)^{n}f_{n}^{(2n)}(x),\quad x\in \mathbb {R} }
명제 1: Fn(0) + Fn(π)는 정수이다.
증명: 다항식 fn(x)를 전개하면, xk의 계수는 {\displaystyle {\frac {c_{k}}{n!}}}의 형태를 갖는다. 이때 ck는 정수이며, k<n일 경우 ck = 0이다. 따라서 k<n일 때 {\displaystyle f_{n}^{(k)}(0)=0}이고, n≤k≤2n일 때는 {\displaystyle f_{n}^{(k)}(0)={\frac {k!}{n!}}c_{k}}이다. 두 경우 모두 {\displaystyle f_{n}^{(k)}(0)}은 정수이므로 Fn(0)은 정수이다.
한편 π = a/b이므로, 정의에 의해 fn(π−x)=fn(x)가 된다. 따라서 임의의 음이 아닌 정수 k에 대해 {\displaystyle (-1)^{k}f_{n}^{(k)}(\pi -x)=f_{n}^{(k)}(x)}이고, x에 0을 대입하면 {\displaystyle (-1)^{k}f_{n}^{(k)}(\pi )=f_{n}^{(k)}(0)}이 된다. 따라서 {\displaystyle f_{n}^{(k)}(\pi )} 또한 정수이고 Fn(π)도 정수이다.
명제 2:
{\displaystyle \int _{0}^{\pi }f_{n}(x)\sin x\,dx=F_{n}(0)+F_{n}(\pi )}
증명: fn의 차수는 2n이므로 {\displaystyle f_{n}^{(2n+2)}(x)=0}이다. 따라서 {\displaystyle F_{n}''(x)+F_{n}(x)=f_{n}(x)}이다.
sin 함수의 도함수는 cos이고, cos의 도함수는 −sin이므로, 곱의 미분 법칙에 의해
{\displaystyle (F_{n}'(x)\cdot \sin x-F_{n}(x)\cdot \cos x)'=f_{n}(x)\cdot \sin x}
따라서 미적분학의 기본정리에 의해 다음 적분이 성립한다.
{\displaystyle \int _{0}^{\pi }f_{n}(x)\sin x\,dx={\bigl (}F'(x)\sin x-F(x)\cos x{\bigr )}{\Big |}_{0}^{\pi }}
위 등식을 정리하면 명제 2가 참이라는 것을 알 수 있다.
결론: 0 < x < π인 모든 x에 대해, {\displaystyle f_{n}(x)>0,\sin x>0}이 성립한다. 따라서 명제 2에 의해 Fn(0)+Fn(π)는 양수이다.
한편 0 ≤ x ≤ π인 모든 x에 대해 0 ≤ x(a−bx) ≤ πa이며, 0 ≤ sin x ≤ 1이다. 따라서 다음 부등식은 참이 된다.
{\displaystyle \int _{0}^{\pi }f_{n}(x)\sin x\,dx\leq \pi {\frac {(\pi a)^{n}}{n!}}}
{\displaystyle \lim _{n\to +\infty }{\frac {(\pi a)^{n}}{n!}}=0}이므로, 충분히 큰 n에 대해 위 식은 1보다 작다는 것을 알 수 있다.
즉 Fn(0)+Fn(π)은 0보다 크고 1보다 작은 정수이다. 이는 모순이므로 최초의 가정이 틀렸으며, π는 무리수라는 것을 알 수 있다.

## 같이 보기
- 라이프니츠의 원주율 공식
- 그레고리 급수